# (3735) Třeboň
(3735) Třeboň – planetoida z pasa głównego asteroid okrążająca Słońce w ciągu 5 lat i 176 dni w średniej odległości 3,11 j.a. Została odkryta 4 grudnia 1983 roku w Obserwatorium Kleť w pobliżu Czeskich Budziejowic przez Zdeňkę Vávrovą. Nazwa planetoidy pochodzi od czeskiej nazwy miasta Trzeboń. Przed jej nadaniem planetoida nosiła oznaczenie tymczasowe (3735) 1983 XS.